# Estandarte real de Noruega
El estandarte real de Noruega es la enseña personal del monarca de aquel país.
Este estandarte es una bandera heráldica que es aquella que está compuesta por los elementos de un escudo, en este caso el de Noruega. Consiste en un paño de color rojo en el que aparece representado en su parte central un león heráldico rampante, coronado y sosteniendo un hacha con el filo de color blanco y el mango amarillo. Las dimensiones del estandarte son 5:7. El león del estandarte real tiene unos trazos diferentes al que figura en escudo nacional desde que en 1937 el diseño de este último fuese modificado parcialmente. Fue creado en 1905 con motivo del acceso al trono noruego de Haakon VII.
El Príncipe Heredero de Noruega posee su propio estandarte, contiene los mismos elementos del estandarte real pero se diferencia de éste en que termina en dos farpas o puntas. Fue adoptado el 26 de diciembre de 1924.

## Estandartes históricos

Estandarte real, usado durante la Unión entre Suecia y Noruega (1815-1844)
Estandarte real, Unión entre Suecia y Noruega(1844-1905)